# Soledad (telenovela)
Soledad (no Brasil: Soledade) é uma telenovela mexicana, produzida pela Televisa e exibida pelo El Canal de las Estrellas entre 19 de agosto de 1980 e 02 de outubro de 1981, substituindo Sandra y Paulina e sendo substituída, meses depois, por Al Final del Arco Iris, em 293 capítulos.
Foi protagonizada por Libertad Lamarque e Rafael Baledón, e antagonizada por Christian Bach e Salvador Pineda.

## Enredo
Soledade González é a empregada de Anselmo, pai de cinco filhos: Jesus, que é inválido, Ramiro, Sheila, André e Luíza. Sabendo que estava prestes a morrer, Anselmo casa-se com Soledade para esta ficar a cargo de seus filhos. 
Jesus, Ramiro e Luíza gostam de Soledade, mas Sheila e André, que a odeiam, pensam que Soledade somente aceitou se com Anselmo por interesse financeiro.
Soledade guarda um segredo que somente Jesus conhece: André é seu filho ilegítimo, fruto de um relacionamento na juventude entre Soledade e Bernardo Pertierra, um homem rico que a seduziu, engravidou e logo a abandonou. 

## Elenco
- Libertad Lamarque - Soledade González
- Salvador Pineda - Andrés Sánchez Fuentes
- Christian Bach - Chelo Sánchez Fuentes
- Héctor Bonilla - Jesús Sánchez Fuentes
- Edith González - Luisita Sánchez Fuentes
- Manuel Capetillo Jr. - Ramiro Sánchez Fuentes
- Orlando Rodríguez - Don Anselmo Sánchez Fuentes
- Rafael Baledón - Don Félix
- Roberto Cañedo - Bernardo Pertierra
- Nuria Bages - Cinthia
- Rosalía Valdés - Daisy
- Humberto Zurita - Fernando
- Rita Macedo - Rebeca
- Connie de la Mora - Marilú Pertierra
- Roberto Espriú - Lic. Garrido
- Pituka de Foronda - Doña Martha
- Rebeca Manríquez - Tere
- Ana Silvia Garza - Meche
- Lorena Rivero - Peggy
- Abraham Stavans - Sebastián
- Flor Procuna - Sandra
- Lucianne Silva - Margarita
- Virginia Gutiérrez - Carolina Pertierra
- Manuel López Ochoa - Guillermo
- Elvira Monsell - Perlita
- Ada Carrasco - Justa
- Aurora Molina - Laureana
- Aurora Cortés - Eulalia
- José Flores - Nacho
- Rolando Barral - Rolando
- Alicia Encinas - Marian Monterani
- Roberto Ballesteros - Martín
- Ana Bertha Espín - Pilar
- Alejandro Camacho
- José Elías Moreno - Juan
- Aurora Medina
- Socorro Avelar - Dominga
- Lili Inclán - Adelaida
- Luis Aguilar - Abogado de Soledad
- Rafael Banquells - Juez
- Enrique Gilabert
- Miguel Ángel Negrete - Sr. Gutiérrez
- Arturo Lorca - Dr. Velarde

## Exibição no Brasil
Foi exibida no Brasil pelo SBT entre 7 de outubro de 1985 a 15 de fevereiro de 1986, às 21 horas substituindo Cristina Bazán. Era a telenovela latina de menor audiência do SBT, com 2,2 pontos de média geral até ser superada, anos depois, pela segunda temporada de Paixão de Gavilanes e, mais tarde, por Eternamente Apaixonados.
Foi reprisada duas semanas depois do seu término entre 3 de março a 3 de outubro de 1986, às 15h30 substituindo O Direito de Nascer e sendo substituída por Pecado de Amor.

## Versões
- Soledad é um remake da telenovela venezuela Corazón de Madre, produzida em 1970 pela RCTV.
- Em 1996, a Televisa fez outra versão desta história, chamada Bendita Mentira, que foi produzida por Jorge Lozano Soriano e protagonizada por Angélica María, Mariana Levy e Sergio Catalán.